# Urytwa
Urytwa (ukr. Уритва) – wieś na Ukrainie, w obwodzie tarnopolskim, w rejonie tarnopolskim.